# Literaturzeitschrift
Eine Literaturzeitschrift ist eine Zeitschrift, die sich kritisch mit Literatur auseinandersetzt oder mit dem Abdruck literarischer Werke auch selbst zur Literatur beiträgt. Das originäre Thema der literarischen Journale des 17. und 18. Jahrhunderts war die Berichterstattung über neueste wissenschaftliche Arbeiten innerhalb der wissenschaftlichen Welt, der res publica literaria, der scientific community. Die Ausweitung des Themenspektrums auf die „belles lettres“, die „schöne Literatur“ brachte im Verlauf des 18. Jahrhunderts die thematischen Verlagerung mit sich, die Dramen, Romane und Gedichte zu „Literatur im engeren Sinne“ machte. Moderne Literaturzeitschriften gelten seit Anfang des 19. Jahrhunderts primär fiktionalen und poetischen Schriften (siehe auch das Stichwort Literaturgeschichte).

## Geschichte

### Journale der Wissenschaftsrezension

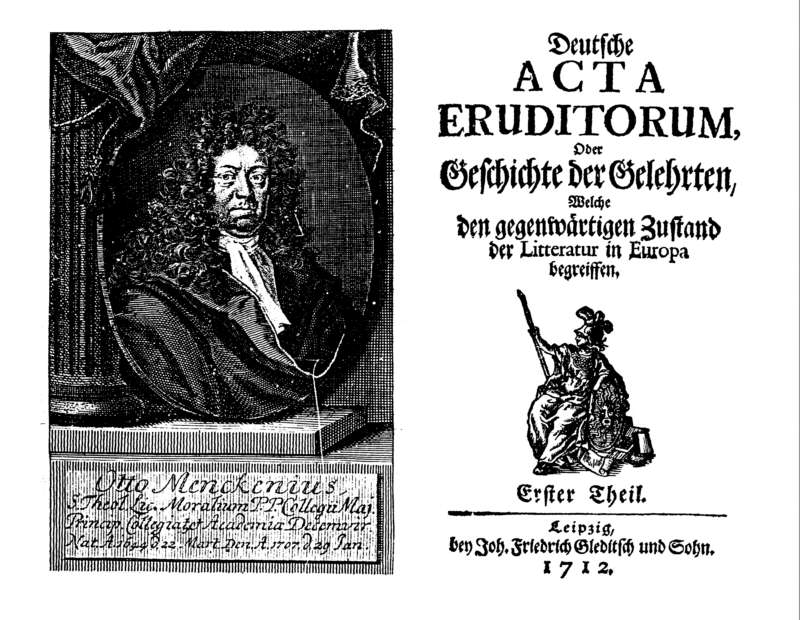
Berichte aus den Wissenschaften. Titelseite der Deutschen Acta Eruditorum (1712)

Literarische Journale waren ursprünglich auf die Rezension wissenschaftlicher Publikationen ausgerichtet, ihre Aufgabe war es, im Wissenschaftsbetrieb – innerhalb der res publica literaria zu informieren.
Die zentralen Rezensionsorgane des 17. Jahrhunderts, das Journal des sçavans, die in Leipzig edierten Acta Eruditorum, erschienen dem internationalen Wissenschaftsbetrieb verpflichtet auf Latein und Französisch. Im Vordergrund standen die vier Fachbereiche des universitären Lehrbetriebs (Theologie, Jurisprudenz, Philosophie, Medizin). Die Naturwissenschaften waren ein Teilbereich der philosophischen Untersuchungen. Unter den großen Debattengegenständen gewannen die historischen Themen eigenes Interesse (ebenfalls ein Teilbereich der Philosophie), mit ihnen ließ sich besonders weit in die aktuelle Berichterstattung ausgreifen.
Journale wurden in der Regel jährlich gebunden. Die Buchhändler lieferten hier Registeranhänge nach, mit denen die Bände den allgemeinen Lexika Konkurrenz machten.
Unter den Beitragsformen lassen sich grob die Rezension und das Extract unterscheiden, letzteres ist ein Auszug wichtigster Textpassagen mit Seitenangaben, der es im Ernstfall erlaubt, das besprochene Buch nach dem Journal zu zitieren, ohne dass man es dazu je in der Hand hielt.
Die literarischen Journale des ausgehenden 17. Jahrhunderts – revolutionär waren hier die Projekte Pierre Bayles – entwickelten sich zu Gegenständen eines über den Wissenschaftsbetrieb hinausgehenden Interesses. Verschiedene Faktoren bedingten dies:
1. der europäische Buchmarkt der Jahre 1680–1730, der französischsprachige Publikationen (der Niederlande) in ganz Europa ins Zentrum rückte – er inspirierte eine europäische Debattenkultur;
2. die Bereitschaft der „Journalisten“ (der Herausgeber der einzelnen Journale), ihren originären Themenbereich zu verlassen und Rezensionen zu den „belles lettres“ in das Themenspektrum aufzunehmen;
3. die Aufgabenteilung zwischen sekundärem Journal und dem primären Feld seiner Betrachtung: der Journalist bespricht lediglich, er ist selbst weder für die Nachrichten noch für die von ihm diskutierten Meinungen verantwortlich, er gewinnt damit größte Freiheit in einer Meinungsäußerung, die er hauptsächlich über die Themenwahl steuert; insbesondere die Besprechung von Zeitungsnachrichten wurde hier interessant – diese erschienen regulär ohne Kommentar; Journale boten den Kommentar ohne für die Nachrichten selbst verantwortlich zu werden (dezidiert „politische Journale“ spezialisierten sich im späten 17. Jahrhundert auf diese Aufgabe);
4. die Modalität der periodischen Publikation – durch sie wurde der „Journalist“ zur Instanz, deren Meinung man über einen längeren Zeitraum verfolgen konnte; Austausch zwischen dem Journal, seinem Publikum und den Themenlieferanten entstand im interessanten Fall, eine Debattenplattform.

Im frühen 18. Jahrhundert explodierte der Markt der Literatur (die Wissenschaften) besprechenden Journale, insbesondere im deutschsprachigen Raum: Alternative Debattenträger waren hier rar, zudem war die in Deutschland sehr breite Studentenschaft ein wichtiger Adressat – mit ihr (nur ein geringer Teil der Studenten wurde später im Wissenschaftsbetrieb tätig) wurde das Journal ein Gegenstand breiten allgemeinen Interesses, dem wiederum durch eine fortschreitende Verbreiterung der Themenwahl Rechnung zu tragen war. Viele dieser jungen Studenten und Intellektuellen schrieben für Literaturzeitschriften oder gaben später sogar selbst Titel heraus.

### Die Besprechung der „schönen Literatur“ als neues Thema, 1750 bis heute
In der zweiten Hälfte des 18. Jahrhunderts differenzierte sich der wissenschaftliche Journalmarkt aus: die originäre Literaturdiskussion, die Diskussion wissenschaftlicher Publikationen, verlagerte sich nun in die Fachjournale. Die breite Literaturdiskussion gewann mit der Nationalliteratur ihren wichtigsten Gegenstand. Eingebettet war der zukünftige Gegenstand anfänglich in das Besprechungsfeld „schöner Wissenschaften“. Lessings Briefe die Neueste Literatur betreffend standen in den 1750ern im Übergang: Themen eines breiten Interesses an Geschichte stehen im Vordergrund. Die im heutigen Sinne literarischeren Themen wurden in Journalen wie der Hamburgischen Dramaturgie ausgetestet, bevor die Felder mit der Wende ins 19. Jahrhundert in Deutschland und Frankreich konvergieren. Im englischsprachigen Journalwesen behielt der alte Besprechungsgegenstand dagegen bis weit ins 19. Jahrhundert hinein Bedeutung. Es gab verschiedene Typen von Literaturzeitschriften, die literarisch-kritischen Zeitschriften oder Mischtypen, Zeitschriften die Kritiken und auch Vorabdrucke veröffentlichten.

## Literaturzeitschriften

### Deutschsprachige Zeitschriften
- siehe Liste deutschsprachiger Literaturzeitschriften

### Fremdsprachige Zeitschriften
- siehe Liste von Literaturzeitschriften (International)